# Gloria Veneta
La Gloria Veneta  fu una fregata di primo rango, seconda unità della Classe Fama ad entrare in servizio nella Armada veneziana. Catturata dai francesi a Venezia nel 1797 e ridenominata Banel. Prese parte alla spedizione in Egitto condotta dal generale Bonaparte inquadrata nella squadra navale dell'ammiraglio Brueys, e poi alla spedizione a Santo Domingo nel 1802.

## Storia
La costruzione della fregata di primo rango, detta anche fregata grossa, Gloria Veneta fu autorizzata dal Senato, e la nave venne impostata presso l'Arsenale l’8 agosto 1792 sotto la direzione dell'architetto Andrea Chiribiri.. Questo tipo di unità, caratterizzate da una grande potenza di fuoco e da dimensioni paragonabili ad un vascello di primo rango della Classe Leon Trionfante, erano costruite con un sistema denominato "ad ordinata doppia" adottato nel 1780 sotto l’impulso dell'ammiraglio Angelo Emo che a quell’epoca ricopriva l'incarico di Ammiraglio dell’Arsenale.
L'unità fu varata il 31 marzo 1794, ed entrò in servizio nell'Armata Grossa il 19 maggio successivo  sotto il comando del Capitano ordinario Giuseppe Duodo.
La Gloria Veneta ebbe un ruolo significativo nel breve conflitto tra Napoleone e la Repubblica di Venezia, catturando le prime tre navi francesi che tentarono di entrare a Venezia il 20 aprile 1797, tra cui il ketch Le Libérateur d'Italie.
Dopo la caduta della Repubblica, avvenuta il 12 maggio 1797, il vascello fu catturato dai francesi a Venezia il 20 dello stesso mese, insieme alle rimanenti unità della Divisione della Sacca di Piave. La nave fu ribattezzata Banel in memoria di un generale caduto durante la Campagna d'Italia condotta dal generale Napoleone Bonaparte, ed utilizzata per far arrivare a Corfù la notizia della caduta della Repubblica. La nave entrò nel porto innalzando ancora a riva il gonfalone di San Marco, al fine di non essere attaccata. Trasferita a Tolone ricevette un armamento di origine francese così composto: 26 cannoni da 18 lb, 26 da 12 lb, 12 da 6 lb e 4 da 6 lb posti sul cassero. Nell'agosto 1798 passò al comando del capitano Jean Joseph Hubert, venendo impiegata in missioni di protezione al traffico mercantile e a protezione dei convogli. Nel corso delle trattative per la firma della Pace di Amiens l'unità fu utilizzata per riportare in Patria da Malta i prigionieri francesi ivi detenuti. Nel novembre 1800 andò ai lavori di manutenzione, che terminarono alla fine del 1801.
Il 2 gennaio 1802 l'unità fu aggregata come nave da trasporto (flute) alla squadra navale di Tolone, al comando dell'ammiraglio Ganteaume, che doveva trasportate una parte del corpo di spedizione al comando del generale Leclerc, destinato alla riconquista di Santo Domingo.
Il 15 gennaio (25 nevoso Anno X), secondo giorno di navigazione, la Banel finì in mezzo ad una tempesta e perse il contatto con le altre navi. Il capitano Callamand cercò di far arenare la fregata sulla costa africana nei pressi della baia di Souhalias, tra capo Capo Tenes e Béni Haoua. Dei duecento membri dell'equipaggio e dei cinquecentoventinove soldati e nove donne che si trovavano imbarcati ne perirono cinquecento per mano dei berberi, che credevano di trovarsi di fronte ad un'invasione francese.

### Annotazioni
1. ↑  Chiribiri lasciò poi il posto all'architetto Carlo Novello, e riprese quindi a seguire la costruzione fino a che la nave non fu varata.
2. ↑  Il capitano Duodo mantenne sempre il comando della nave fino al luglio 1797.
3. ↑  La costruzione dello scafo, progettato per essere utilizzato nel Mediterraneo, e non nell'Oceano Atlantico, influiva molto sul comportamento della nave in condizione di mare molto agitato.
4. ↑  In seguito al ritrovamento di un'ancora e due cannoni a dieci metri di profondità, fu ribattezzata “La Baie de l'Ancre”.

### Fonti
1. 1 2 3 4  http://www.veneziamuseo.it/ARSENAL/schede_arsenal/fregate.htm.
2. 1 2  Levi 1896, p. 41.
3. ↑  Levi 1896, p. 50.
4. ↑  Levi 1896, p. 52.
5. 1 2 3  La Revue Française Tome. V 1886, p. 258.
6. ↑  La Revue Française Tome. V 1886, p. 259.
7. ↑  La Revue Française Tome. V 1886, p. 262.